# Ébrard II (évêque)
Pour les articles homonymes, voir Ébrard.
Ébrard est un prélat du début XIIIe siècle. Il est évêque d’Uzès de 1204 à 1204, sous le nom de Ébrard II.

## Chronologie
| 1204.      | Il signe le 10 février, avec son prédécesseur, la charte de fondation de la chartreuse de Valbonne. |
| 1206-1207. | Il apparaît dans la Gallia Christiana.                                                              |